# Видимий ретроградний рух

Коли Земля (синім) проходить повз планетою вищої орбіти, такою як Марс (червоним), видається, що така планета вищої орбіти тимчасово міняє свій рух по небу на зворотній напрямок.

Схематична анімація ретроградного руху Марса. Коли Земля (E) проходить над планетою вищої орбіти, такою як Марс (M), видається, що проєкція такої планети (M ') тимчасово змінює свій рух по небу на зворотний.

Видимий ретроградний рух — це видимий рух планети у напрямку, протилежному руху інших тіл у її системі, при спостереженні з певної точки зору. Прямий рух або проградний рух — це рух в тому ж напрямку, що й рух інших тіл.
Хоча терміни прямий і проградний еквівалентні в цьому контексті, перший є традиційним терміном в астрономії. Найперше зафіксоване використання проградного руху було на початку XVIII століття, хоча цей термін зараз менш поширений.

## Етимологія
Термін ретроградний походить від латинського слова retrogradus — «крок назад», де афікс retro- означає «назад» і gradus «крок». Ретроградний — це найчастіше прикметник, який використовується для опису шляху планети під час подорожі нічним небом відносно зодіаку, зір та інших тіл небесного купола. У цьому контексті цей термін стосується планет, оскільки з Землі здається, що вони час від часу ненадовго зупиняються і змінюють напрямок руху, хоча насправді, звичайно, ми тепер розуміємо, що вони постійно обертаються в одному і тому ж єдиному напрямку.
Хоча іноді планети можна прийняти за зорі, спостерігаючи за нічним небом, планети насправді змінюють своє положення від ночі до ночі щодо зір. Ретроградний (назад) і проградний (вперед) рухи спостерігаються так, ніби зорі обертаються навколо Землі. Давньогрецький астроном Птолемей у 150 році нашої ери вважав, що Земля є центром Сонячної системи, і тому використовував терміни ретроградний і проградний для опису руху планет відносно зір. Хоча сьогодні відомо, що планети обертаються навколо Сонця, ті самі терміни продовжують використовуватися для опису руху планет відносно зір, як вони спостерігаються із Землі. З Землі здається, що як і Сонце, планети, сходять на Сході, а заходять на Заході. Коли планета подорожує на схід відносно зір, це називається проградним рухом. Коли планета подорожує на захід відносно зір (протилежний напрям), це називається ретроградним.

## Видимий рух

Т1, Т2,.. ., Т5 — положення Землі
P1, P2,.. ., P5 — положення планети
А1, А2,.. ., A5 — проєкція на небесну сферу

### З Землі
Стоячи на Землі та дивлячись у небо, здається, що Місяць подорожує зі сходу на захід, як і Сонце та зорі. Але день за днем Місяць рухається на схід щодо зір. Насправді Місяць обертається навколо Землі із заходу на схід, як і переважна більшість штучних супутників, таких як Міжнародна космічна станція. Очевидний рух Місяця на захід від поверхні Землі насправді є артефактом того, що він перебуває на надсинхронній орбіті. Це означає, що Земля виконує один сидеричний оберт раніше, ніж Місяць завершує один оборот довкола Землі. В результаті здається, що Місяць рухається у зворотному напрямку, інакше відоме як видимий ретроградний рух. Це явище також відбувається на Марсі, який має два природні супутники, Фобос і Деймос. Обидва місяці обертаються навколо Марса в східному (проградному) напрямку; однак у Деймоса орбітальний період становить 1,23 марсіанських сидеричних днів, що робить його надсинхронним, тоді як у Фобоса орбітальний період 0,31 марсіанського сидеричного дня, що робить його субсинхронним. Отже, хоча обидва супутники рухаються у східному (проградному) напрямку, здається, що вони рухаються в протилежних напрямках, якщо дивитись з поверхні Марса, — через їхні орбітальні періоди щодо періоду обертання планети.

Видимий шлях Марса в 2009—2010 рр. у проєкції щодо сузір'я Рака, який показує його «ретроградну петлю»

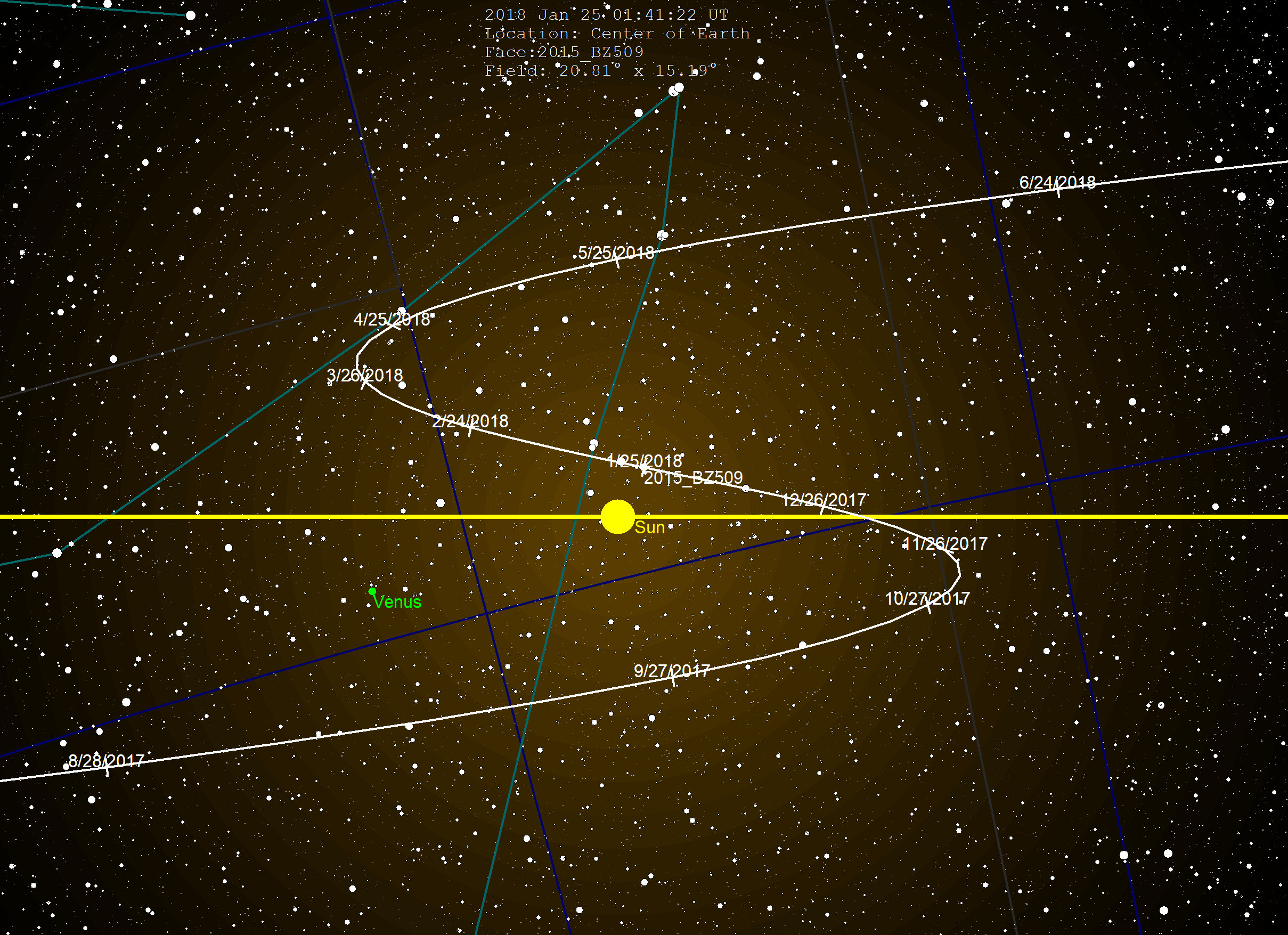
Астероїд 514107 Ка'епаока'авела має ретроградну орбіту. Його видимий ретроградний рух відбувається при верхньому сполученні з Сонцем, як показано в цьому прикладі 2018 р.

Всі інші планетарні тіла Сонячної системи також періодично змінюють напрямок, перетинаючи небо Землі. Хоча здається, що всі зорі і планети щоночі рухаються зі сходу на захід у відповідь на обертання Землі, зовнішні планети, як правило, повільно дрейфують на схід відносно зірок. Астероїди та об'єкти Пояса Койпера (включаючи Плутон) демонструють видиму ретроградність. Цей рух є нормальним для планет, і тому вважається прямим рухом. Однак, оскільки Земля завершує свою орбіту за коротший проміжок часу, ніж планети вище її орбіти, вона періодично обганяє їх, як швидший автомобіль на багатосмуговій трасі. Коли це станеться, здається, що планета, яку обганяє Земля, зупиняє свій рух на схід, а потім рухається назад на захід. Потім, коли Земля проходить повз планету на орбіті, вона, здається, відновлює свій нормальний рух із заходу на схід. Внутрішні планети Венера і Меркурій видимо рухаються в ретроградному режимі за подібним механізмом, але, оскільки вони ніколи не можуть бути в протистоянні до Сонця при спостереженні з Землі, їх ретроградні цикли пов'язані з їх нижніми сполученнями із Сонцем. Їх не видно у світлі Сонця та в їхній «новій» фазі, до Землі переважно спрямовані їхні темні сторони; ці цикли трапляються при переході цих планет від вечірньої зорі до ранкової.
Більш віддалені планети є в ретроградному русі частіше, оскільки вони не так сильно зміщуються по своїх орбітах, поки Земля виконує свою орбіту. Центр ретроградного руху виникає, коли тіло знаходиться прямо навпроти Сонця, а тому високо в екліптиці в місцевій опівночі. Ретроградність гіпотетичної надзвичайно віддаленої (і майже нерухомої) планети відбувалась би протягом пів року, а видимий річний рух планети зводився б до еліпса паралакса.
Період між центром таких ретроградацій — це синодичний період планети.
| Планета                    | Синодичний період (дні) | Синодичний період (середні місяці) | Дні в ретроградації |
| -------------------------- | ----------------------- | ---------------------------------- | ------------------- |
| Меркурій                   | 116                     | 3.8                                | ≈ 21                |
| Венера                     | 584                     | 19.2                               | 41                  |
| Марс                       | 780                     | 25.6                               | 72                  |
| Юпітер                     | 399                     | 13.1                               | 121                 |
| Сатурн                     | 378                     | 12.4                               | 138                 |
| Уран                       | 370                     | 12.15                              | 151                 |
| Нептун                     | 367                     | 12.07                              | 158                 |
| Гіпотетична далека планета | 365,25                  | 12                                 | 182,625             |

Видимий ретроградний рух Марса в 2003 році, як видно із Землі

Ця видима ретроградність бентежила стародавніх астрономів, і тому була однією з причин, з якої вони назвали ці тіла «планетами»: «Планета» походить від грецького слова «мандрівник». У геоцентричній моделі Сонячної системи, запропонованій Аполлонієм у III столітті до н. е., ретроградний рух пояснювався тим, що планети подорожували деферентами та епіциклами. Не було розуміння, що цей рух є ілюзією аж до часів Коперника, хоча грецький астроном Аристарх Самоський вже у 240 р. до н. е. запропонував геліоцентричну модель Сонячної системи.
На малюнках Галілея видно, що він вперше спостерігав Нептун 28 грудня 1612 р., і знову 27 січня 1613 р. Але в обох випадках Галілей прийняв Нептун за нерухому зорю, коли він був дуже близько — у сполученні з — до Юпітера на нічному небі, отже, йому не приписують відкриття Нептуна. Під час свого першого спостереження в грудні 1612 року Нептун стояв на небі, оскільки того дня він щойно змінив свій рух на ретроградний. Оскільки Нептун лише починав свій річний ретроградний цикл, рух планети був занадто слабким, щоб його можна було виявити за допомогою маленького телескопа Галілея.
| Планета  | стаціонарна (ретроградний рух) | протистояння або нижнє сполучення | стаціонарна (прямий рух) |
| -------- | ------------------------------ | --------------------------------- | ------------------------ |
| Меркурій | 17 листопада                   | 27 листопада                      | 6 грудня                 |
| Венера   | 5 жовтня                       | 26 жовтня                         | 14 листопада             |
| Марс     | 28 червня                      | 27 липня                          | 28 серпня                |
| Юпітер   | 9 березня                      | 9 травня                          | 11 липня                 |
| Сатурн   | 18 квітня                      | 27 червня                         | 6 вересня                |
| Уран     | 7 серпня                       | 24 жовтня                         | 6 січня                  |
| Нептун   | 19 червня                      | 7 вересня                         | 25 листопада             |

| Планета  | стаціонарна (ретроградний рух) | протистояння або нижнє сполучення | стаціонарна (прямий рух) |
| -------- | ------------------------------ | --------------------------------- | ------------------------ |
| Меркурій | 5 березня                      | 15 березня                        | 28 березня               |
|          | 7 липня                        | 19 липня                          | 1 серпня                 |
|          | 1 листопада                    | 11 листопада                      | 21 листопада             |
| Венера   | -----                          | -----                             | -----                    |
| Марс     | -----                          | -----                             | -----                    |
| Юпітер   | 10 квітня                      | 10 червня                         | 11 серпня                |
| Сатурн   | 29 квітня                      | 9 липня                           | 18 вересня               |
| Уран     | 11 серпня                      | 28 жовтня                         | 11 січня                 |
| Нептун   | 21 червня                      | 10 вересня                        | 27 листопада             |

| Планета  | стаціонарна (ретроградний рух) | протистояння або нижнє сполучення | стаціонарна (прямий рух) |
| -------- | ------------------------------ | --------------------------------- | ------------------------ |
| Меркурій | 16 лютого                      | 26 лютого                         | 9 березня                |
|          | 18 червня                      | 30 червня                         | 12 липня                 |
|          | 14 жовтня                      | 24 жовтня                         | 3 листопада              |
| Венера   | 13 травня                      | 3 червня                          | 25 червня                |
| Марс     | 10 вересня                     | 13 жовтня                         | 14 листопада             |
| Юпітер   | 15 травня                      | 13 липня                          | 13 вересня               |
| Сатурн   | 11 травня                      | 21 липня                          | 29 вересня               |
| Уран     | 16 серпня                      | 31 жовтня                         | 15 січня                 |
| Нептун   | 24 червня                      | 11 вересня                        | 29 листопада             |

### З Меркурія
З будь-якої точки денної поверхні Меркурія, коли планета знаходиться поблизу перигелію (найближчого наближення до Сонця), Сонце здійснює видимий ретроградний рух. Це відбувається тому, що приблизно чотири земні дні до перигелію і приблизно до чотирьох земних днів після нього кутова орбітальна швидкість Меркурія перевищує його кутову швидкість обертання. Еліптична орбіта Меркурія більш витягнута від кругової, ніж будь-якої іншої планети Сонячної системи, що призводить до значно вищої орбітальної швидкості поблизу перигелію. Як результат, у певних точках на поверхні Меркурія спостерігач міг би побачити, як Сонце частково сходить, потім повертається назад і знову сходить, все в той самий день Меркурія.